# Жукова, Валентина Ивановна
Валентина Ивановна Жукова (в девичестве — Ильиных) (род. 12 декабря 1956 года) — советская легкоатлетка, специализирующаяся в беге на средние дистанции. Серебряный призёр чемпионата Европы в помещении 1981 года. Мастер спорта СССР международного класса (1978). Судья всероссийской категории по лёгкой атлетике (2016).

## Биография
Родилась 12 декабря 1956 года.
Выступала за ДСО «Зенит» и СК «Калининец», где тренировалась под руководством тренера Бориса Яковлевича Новожилова.
В 1974 году победила на Первенстве СССР среди юниоров в помещении в беге на 800 метров. В 1975 году выполнила норматив мастера спорта СССР.
Рекордсменка Свердловской области в беге на 1000 и 1500 метров.
Награждена нагрудным знаком «Отличник физической культуры и спорта».
Окончила факультет физического воспитания Свердловского государственного педагогического университета по специальности преподаватель физической культуры. После замужества поменяла фамилию на Жукова.
В настоящее время работает заместителем декана факультета физической культуры Уральского государственного технического университета. Доцент, преподаёт прикладную физическую культуру.

## Основные результаты

### Международные
| Год  | Соревнования                                 | Место проведения    | Дистанция | Место | Результат |
| ---- | -------------------------------------------- | ------------------- | --------- | ----- | --------- |
| 1978 | Чемпионат мира по кроссу                     | Глазго, Шотландия   | 4728 м    | 90    | 20:09     |
| 1978 | Чемпионат Европы                             | Прага, Чехословакия | 1500 м    | 4     | 4:00,18   |
| 1979 | Универсиада                                  | Мехико, Мексика     | 1500 м    | 3     | 4:14,6    |
| 1981 | Чемпионат Европы в помещении                 | Гренобль, Франция   | 1500 м    | 2     | 4:08,17   |
| 1981 | Универсиада                                  | Бухарест, Румыния   | 3000 м    | 2     | 8:54,23   |
| 1982 | Чемпионат мира по кроссу среди университетов | Дармштадт, ФРГ      | кросс     | 2     | 15:30     |

### Национальные
| Год  | Соревнования   | Место проведения | Дистанция | Место | Результат |
| ---- | -------------- | ---------------- | --------- | ----- | --------- |
| 1977 | Чемпионат СССР | Москва           | 1500 м    | 3     | 4:09,9    |
| 1979 | Чемпионат СССР | Москва           | 1500 м    | 2     | 4:01,1    |
| 1979 | Чемпионат СССР | Москва           | 3000 м    | 2     | 8:46,5    |